# Morris County (Kansas)
Morris County ist ein County im Bundesstaat Kansas der Vereinigten Staaten. Der Verwaltungssitz (County Seat) ist Council Grove. Das U.S. Census Bureau hat bei der Volkszählung 2020 eine Einwohnerzahl von 5386 ermittelt. 

## Geographie
Das County liegt im mittleren Osten von Kansas und hat eine Fläche von 1820 Quadratkilometern, wovon 14 Quadratkilometer Wasserfläche sind. Es grenzt im Uhrzeigersinn an folgende Countys: Geary County, Wabaunsee County, Lyon County, Chase County, Marion County und Dickinson County.

## Geschichte
Morris County wurde am 11. Februar 1859 gebildet. Benannt wurde es nach Thomas Morris, einem US-Senator von Ohio.
Im Morris County liegt eine National Historic Landmark, der Council Grove Historic District. Insgesamt sind 23 Bauwerke und Stätten des Countys im National Register of Historic Places eingetragen (Stand 30. August 2017).

## Demografische Daten

Alterspyramide des Morris Countys (Stand: 2000)

Nach der Volkszählung im Jahr 2000 lebten im Morris County 6104 Menschen. Davon wohnten 75 Personen in Sammelunterkünften, die anderen Einwohner lebten in 2539 Haushalten und 1777 Familien im Morris County. Die Bevölkerungsdichte betrug 3 Einwohner pro Quadratkilometer. Ethnisch betrachtet setzte sich die Bevölkerung zusammen aus 97,49 Prozent Weißen, 0,34 Prozent Afroamerikanern, 0,33 Prozent amerikanischen Ureinwohnern, 0,23 Prozent Asiaten, 0,02 Prozent Bewohnern aus dem pazifischen Inselraum und 0,70 Prozent aus anderen ethnischen Gruppen; 0,88 Prozent stammten von zwei oder mehr Ethnien ab. 2,23 Prozent der Bevölkerung waren spanischer oder lateinamerikanischer Abstammung.
Von den 2539 Haushalten hatten 30,2 Prozent Kinder unter 18 Jahren, die mit ihnen gemeinsam lebten. 60,7 Prozent waren verheiratete, zusammenlebende Paare, 6,6 Prozent waren allein erziehende Mütter und 30,0 Prozent waren keine Familien. 28,0 Prozent aller Haushalte waren Singlehaushalte und in 14,9 Prozent lebten Menschen mit 65 Jahren oder darüber. Die Durchschnittshaushaltsgröße betrug 2,37 und die durchschnittliche Familiengröße betrug 2,90 Personen.
25,2 Prozent der Bevölkerung waren unter 18 Jahre alt. 5,6 Prozent zwischen 18 und 24 Jahre, 23,9 Prozent zwischen 25 und 44 Jahre, 24,3 Prozent zwischen 45 und 64 Jahre und 21,0 Prozent waren 65 Jahre alt oder älter. Das Durchschnittsalter betrug 42 Jahre. Auf 100 weibliche Personen kamen 97,0 männliche Personen. Auf 100 Frauen im Alter von 18 Jahren und darüber kamen 93,3 Männer.
Das jährliche Durchschnittseinkommen eines Haushalts betrug 32.163 USD, das Durchschnittseinkommen einer Familie betrug 39.717 USD. Männer hatten ein Durchschnittseinkommen von 28.912 USD, Frauen 21.239 USD. Das Prokopfeinkommen betrug 18.491 USD. 6,7 Prozent der Familien und 9,0 Prozent der Bevölkerung lebten unterhalb der Armutsgrenze.

## Orte im County
- Burdick
- Council Grove
- Delavan
- Diamond Springs
- Dunlap
- Dwight
- Helmick
- Kelso
- Latimer
- Parkerville
- Skiddy
- White City
- Wilsey

Townships
- Highland Township
- Overland Township
- Township 1
- Township 2
- Township 3
- Township 4
- Township 5
- Township 6
- Township 7
- Township 8
- Township 9